# Massive Attack
I Massive Attack sono un gruppo musicale britannico, formato a Bristol nel 1987 e ritenuto fondatore del genere trip hop.
Gli attuali componenti del gruppo sono Robert "3D" Del Naja e Grant "Daddy G" Marshall. Il gruppo è nato come sorta di "collettivo musicale", poiché si sono sempre avvalsi di collaborazioni di diversi artisti, come Sinéad O'Connor, Horace Andy, Madonna, Burial, Tricky, Shara Nelson, Mos Def, Elizabeth Fraser, Martina Topley-Bird, Ghostpoet, Dot Allison e Tracey Thorn.

## Storia

### Anni ottanta

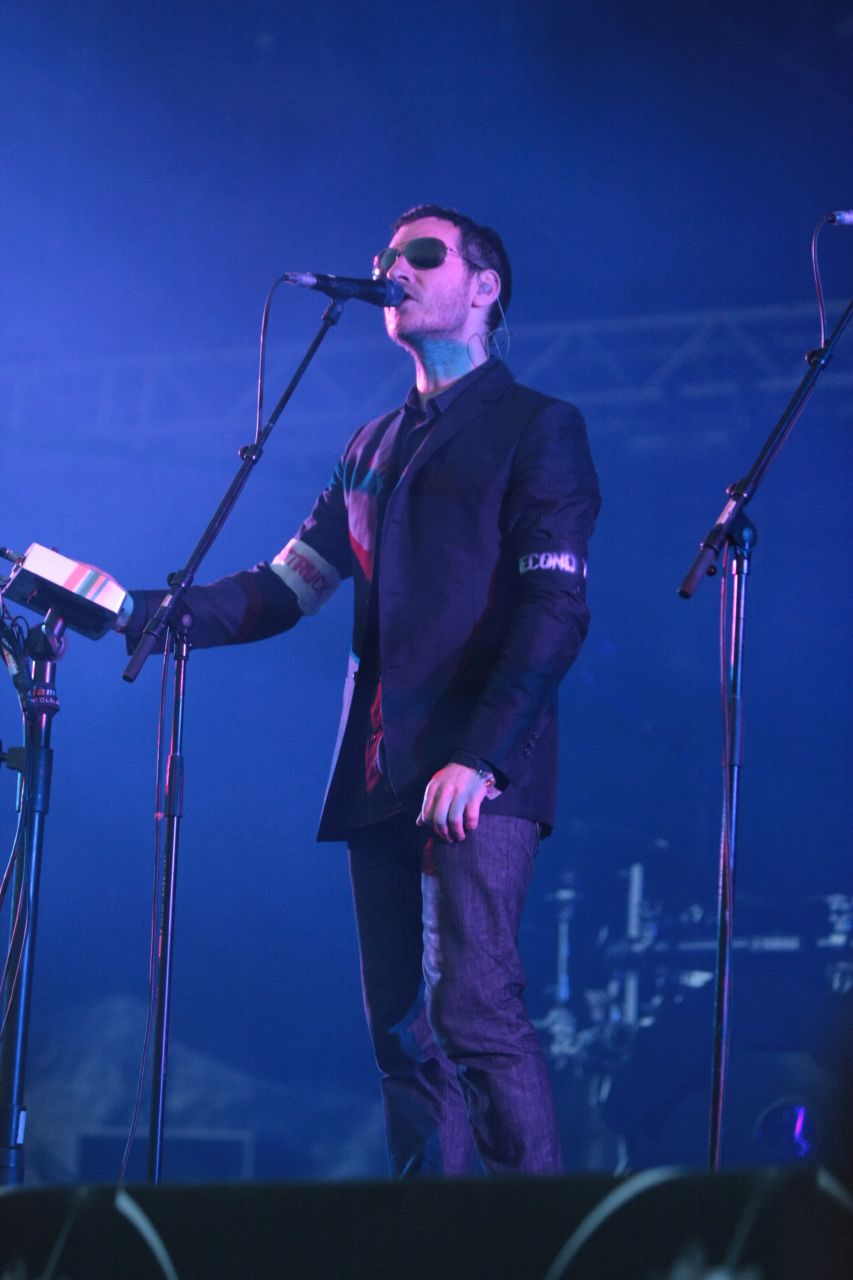
Robert "3D" Del Naja

Il cuore del gruppo è costituito da tre membri della comunità artistica The Wild Bunch: Robert "3D" Del Naja, Grant "Daddy G" Marshall e Andrew "Mushroom" Vowles.
Dopo una serie di live tenutisi nel 1987, nel 1988 pubblicano, con la formazione a tre elementi, il primo singolo, Any Love. Nel 1990, con la collaborazione di Shara Nelson, realizzano il singolo Daydreaming, che ottiene una buona accoglienza nel circuito underground.
Dopo la firma con la Virgin Records, nel 1991 pubblicano il primo album in studio Blue Lines, che contiene i singoli Unfinished Sympathy (cantato da Shara Nelson) e Safe from Harm, prodotto da Cameron McVey. All'album collaborano anche lo storico esponente del reggae giamaicano Horace Andy, Tony Brian e Tricky. Blue Lines introduce un nuovo genere musicale, inizialmente chiamato "Bristol sound" ed etichettato in seguito come trip hop, etichetta che i Massive Attack non hanno mai gradito. 
Nonostante l'uso di campionatori e del «rapping cortese» di Tricky, Blue Lines è stilisticamente distinto dall'hip hop statunitense: la musica è più complessa, stratificata ed atmosferica, guadagna il nome di trip hop con l'estetico ed inequivocabile tono britannico. Il successo per la band è immediato e arricchito anche da videoclip in heavy rotation e fortunati remix (su tutti quello di Manchild di Neneh Cherry).

### Anni novanta
Durante la guerra del Golfo il gruppo cambia temporaneamente nome in Massive a causa delle pressioni del produttore discografico che volle evitare riferimenti bellici.
Nel 1994 il trio pubblica il secondo album in studio Protection, caratterizzato da due pezzi strumentali di Craig Armstrong (Weather Storm e Heat Miser) con l'ultima collaborazione di Tricky, che sceglierà poi di dedicarsi alla carriera solista. Due brani, Protection e Better Things, sono cantati da Tracey Thorn, voce degli Everything but the Girl. Fa parte di questo disco il singolo Karmacoma, una sorta di mantra dub. In Protection collaborano anche la cantante Nicolette Suwoton e il batterista Rob Merril. Il successo cresce in maniera ancora più ampia rispetto al debutto ed invade i circuiti commerciali. Il gruppo viene anche contattato per la realizzazione di alcuni remix. Neil Fraser, alias Mad Professor remixa il disco insieme agli stessi Massive Attack e nel 1995 esce quindi No Protection.
Nel 1997 i Massive Attack contribuiscono alla colonna sonora del film di Michael Caton-Jones The Jackal registrando Superpredators (Metal Postcard), contenente un campione di Siouxsie and the Banshees.

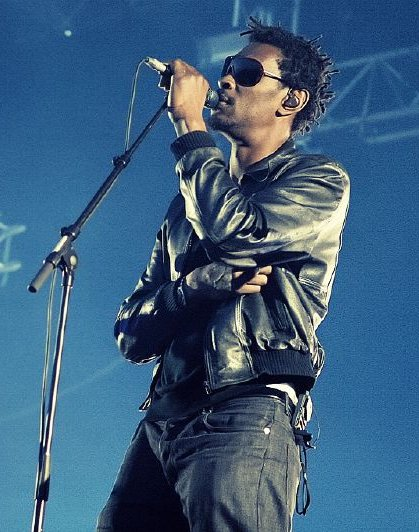
Grant "Daddy G" Marshall

Mezzanine, il terzo album, è pubblicato nel 1998 e mostra l'adesione a sonorità dark, con il ricorso a chitarre distorte e combinazioni di drum machine e percussioni live con impronte jazz, sporadicamente mostrate anche nei precedenti album.
Elizabeth Fraser dei Cocteau Twins (band di culto del dream pop) esibisce la sua voce in tre di queste tracce. Uno dei brani del disco, Teardrop, rimarrà una pietra miliare dell'intera produzione del gruppo. A far da colonna portante del disco, a detta dell'ex-collaboratore Tricky, è una sorta di "pre-Millennium tension" ("tensione prima del millennio").
La pubblicazione di Mezzanine influirà anche sulle esibizioni dal vivo dei Massive Attack. In aggiunta alla loro precedente attrezzatura (pochi microfoni, un paio di tastiere e qualche giradischi) compariranno sempre più strumenti musicali tradizionali. Oltre ai numerosi cantanti ospiti, sul palco si affiancheranno via via un chitarrista, un bassista, un batterista ed un tastierista, così come effetti luce e proiezioni video della United Visual Artists. Questa evoluzione sonora non va incontro alle idee di Andrew "Mushroom" Vowles, che così lascia il gruppo per divergenze artistiche. A sostituirlo nei tour è stato il collaboratore Neil Davidge, che non entrerà nella formazione dei Massive Attack, rimasta un duo.
Alcune tracce dell'album (Angel e Dissolved Girl) verranno usate per le colonne sonore di alcuni film, tra cui Snatch - Lo strappo e Matrix. Inoltre Teardrop è stata usata come colonna sonora della serie TV Dr. House - Medical Division.

### Anni duemila
Il quarto album, 100th Window viene pubblicato all'inizio del 2003. Il disco è stato registrato senza Daddy G (era nato suo figlio), e quindi i Massive Attack si presentano con il solo 3D. Il senso di questo album si può riassumere nell'ultima "centesima finestra" del titolo (che fa riferimento al linguaggio informatico), che rimane sempre aperta, nella nostra psiche, a disposizione del nostro subconscio. Il disco, coprodotto da Neil Davidge, contiene i brani What Your Soul Sings, Special Cases e A Prayer for England che vedono la partecipazione di Sinéad O'Connor, mentre nel brano Everywhen collabora Horace Andy. Durante il tour di 100th Window, 3D si oppone alla contemporanea guerra in Iraq, intraprendendo una vera e propria campagna sul suo blog e proiettando dei "visual" durante i concerti.
Nel 2004 3D e Neil Davidge compongono la colonna sonora del film Danny the Dog di Luc Besson, che viene pubblicata come album strumentale, intitolato appunto Danny the Dog nel mese di ottobre. L'anno successivo Del Naja registra con Davidge e Alex Swift un brano per la colonna sonora del film Bullet Boy.
Nel 2006 viene pubblicata la raccolta Collected, contenente una selezione dei principali successi del gruppo e il singolo inedito Live with Me, cantato da Terry Callier. La relativa edizione speciale contiene anche un secondo CD comprensivo di alcune rarità (e l'inedito False Flags) e un DVD contenente i primi undici videoclip registrati dal gruppo.
Nel 2008 i Massive Attack hanno realizzato un brano ispirato al romanzo di Roberto Saviano Gomorra, intitolato Herculaneum ed entrato poi a far parte della colonna sonora del film di Matteo Garrone Gomorra. Nello stesso periodo i Massive Attack collaborano con Mos Def in I Against I. L'anno seguente esce l'EP Splitting the Atom, contenente quattro tracce. Qui torna alla voce Daddy G. In Psyche collabora Martina Topley-Bird, storica compagna di Tricky.

### Anni 2010

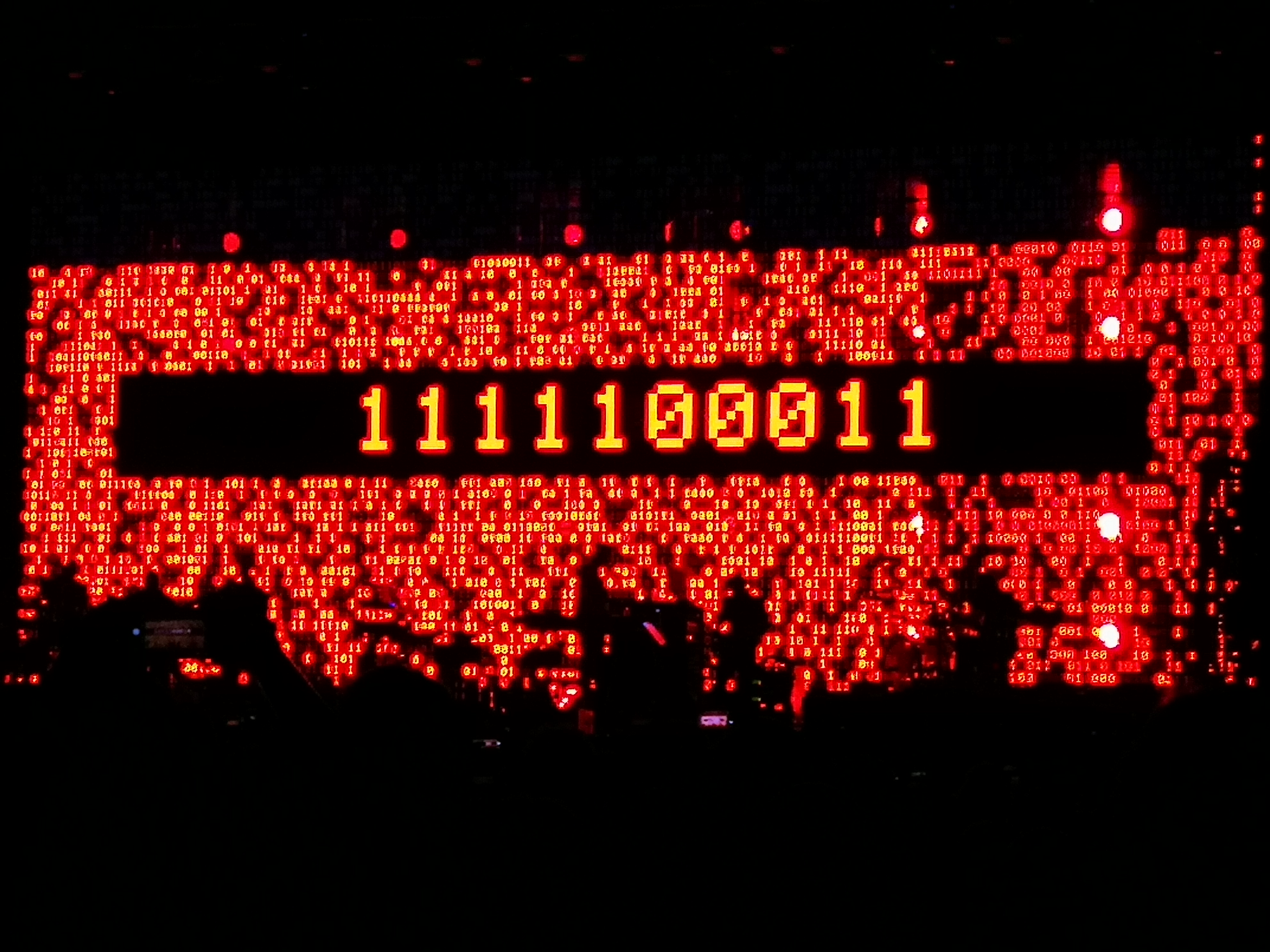
I Massive Attack in concerto a Mantova nel 2018

A sette anni di distanza da 100th Window, l'8 febbraio 2010 esce il quinto album studio Heligoland. Per la realizzazione del disco Del Naja e Marshall hanno lavorato in due differenti studi di registrazione ai lati opposti di Bristol. Per i contributi vocali hanno collaborato Martina Topley-Bird (che si unirà al gruppo nel tour promozionale), Horace Andy (in Girl I Love You), Hope Sandoval (in Paradise Circus), Damon Albarn (in Saturday Come Slow), Guy Garvey (in Flat of the Blade) e Tunde Adebimpe (in Pray For Rain). Numerosi sono gli altri musicisti che collaborano artisticamente all'album. Nello stesso anno è stato pubblicato l'EP Atlas Air EP.
Nel 2011 il gruppo ha collaborato con Burial per la realizzazione del singolo Four Walls. Questo lavoro contiene una versione rivisitata di Paradise Circus cantata da Hope Sandoval.
Il 28 gennaio 2016 hanno pubblicano l'EP Ritual Spirit, contenente quattro tracce tra cui una collaborazione con Tricky, che ritorna a lavorare col gruppo dai tempi di Protection (1994). Nello stesso anno hanno intrapreso una tournée europea di 22 date, durante la quale sono stati accompagnati dagli Young Fathers. Gli stessi sono stati confermati anche per la breve tournée tenuta nell'estate 2018.
Nel 2019 i Massive Attack hanno intrapreso il Mezzanine XXI per celebrare i ventun'anni dall'uscita del terzo album Mezzanine. Tenuto tra Europa e America del Nord, il duo è stato accompagnato da gran parte dei musicisti che contribuirono alla realizzazione del disco, tra cui Elizabeth Fraser.
Il 10 luglio 2020 il duo ha pubblicato esclusivamente su YouTube l'EP audiovisivo Eutopia, composto da tre brani realizzati con Young Fathers, Algiers e Saul Williams.

## Stile musicale
Considerati all'unanimità gli inventori del genere trip hop, i Massive Attack riprendono i ritmi dall'hip hop, fanno spesso uso di campionamenti e uniscono influenze che spaziano fra il dub, la musica d'ambiente, il reggae, la dancehall, il soul e il breakbeat. AllMusic definisce il loro repertorio «cinematico e oscuramente sensuale» e li considera un gruppo alternative dance, club/dance, electronica e pop rock alternativo.
La formazione ha gettato le basi del trip hop con Blue Lines (1991), che si ispira ai Soul II Soul, ai Pop Group, da cui riprende l'attitudine rock, ed è stato definito come «Marvin Gaye in trasferta in Giamaica a fare dischi con Lee Perry dopo un corso di new wave e psichedelia». L'introduzione di una chitarra elettrica rende il seguente capitolo Mezzanine (1998) il più rock della formazione.

## Formazione
Attuale
- Robert Del Naja – voce, tastiera, campionatore, programmazione (1988-presente)
- Grant Marshall – voce, tastiera, campionatore, programmazione (1988-2001, 2005-presente)

Ex-componenti
- Andrew Vowles – tastiera, campionatore, programmazione (1988-1998)

## Discografia

### Album in studio
- 1991 – Blue Lines
- 1994 – Protection
- 1998 – Mezzanine
- 2003 – 100th Window
- 2010 – Heligoland

### Album di remix
- 1995 – No Protection (con Mad Professor)
- 2019 – Massive Attack V Mad Professor Part II (Mezzanine Remix Tapes '98) (con Mad Professor)

### Raccolte
- 1998 – Singles 90/98
- 2006 – Collected
- 2010 – Selected

### Colonne sonore
- 2004 – Danny the Dog